# Antoine Ressigeac
Antoine Rose Ressigeac est un homme politique, avocat et magistrat français né le 19 septembre 1793 à Carcassonne (Aude) et mort le 26 avril 1872.

## Biographie
Opposant aux Bourbons, il est avocat général à Nîmes en 1839. Il est député de l'Aude de 1839 à 1848, siégeant dans la majorité conservatrice, soutenant les ministères de la monarchie de Juillet. Il est nommé procureur général à Nîmes en 1847 et prend sa retraite comme conseiller de cour d'appel en 1864.

## Mandats
- Maire de Carcassonne en 1830.
- Député de l'Aude de 1839 à 1848[2].

## Distinction
- Chevalier de la Légion d'honneur (1832)[3]

### Sources
- « Antoine Ressigeac », dans Adolphe Robert et Gaston Cougny, Dictionnaire des parlementaires français, Edgar Bourloton, 1889-1891 [détail de l’édition]